# Västerbottens län
Koordinaten: 64° 49′ N, 18° 7′ O

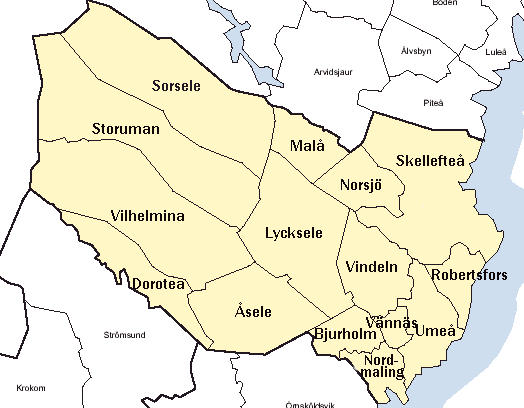
Gemeinden in Västerbottens län

Västerbottens län ist eine Provinz (län) in Schweden und besteht aus der historischen Provinz Västerbotten, dem südlichen Teil Lapplands und dem nordöstlichen Teil von Ångermanland.

## Geographie
Das Territorium von Västerbottens län macht 13,2 % der Fläche des schwedischen Staatsgebietes aus.
Der Norra Sytertoppen im Norra Storfjället ist mit 1.768 m der höchste Berg in Västerbottens län.

## Bevölkerung
Der Anteil an der Gesamtbevölkerung Schwedens beträgt 2,8 %.

## Touristische Routen
Die Straßen des Blauen Wegs (Blå Vägen) – die Wildnisstraße, Vildmarksvägen und Inlandstraße (Inlandsvägen) – sind für den Tourismus besonders ausgewiesen. Ebenso durchquert die Inlandsbahn die Provinz.

## Gemeinden und Ortschaften

### Gemeinden
Västerbottens län besteht aus 15 Gemeinden (schwedisch: kommuner).
| Gemeinde    | Einwohner |
| ----------- | --------- |
| Åsele       | 2.694     |
| Bjurholm    | 2.359     |
| Dorotea     | 2.294     |
| Lycksele    | 12.118    |
| Malå        | 2.962     |
| Nordmaling  | 6.942     |
| Norsjö      | 3.968     |
| Robertsfors | 6.690     |
| Skellefteå  | 78.150    |
| Sorsele     | 2.357     |
| Storuman    | 5.577     |
| Umeå        | 134.249   |
| Vännäs      | 9.132     |
| Vilhelmina  | 6.229     |
| Vindeln     | 5.417     |

(Stand: 31. Dezember 2024)

### Ortschaften
Im Jahr 2015 gab es in Västerbottens län 71 Ortschaften mit mehr als 200 Einwohnern (schwedisch: tätorter). Die Abgrenzung der tätorter ist völlig unabhängig von der politischen Gliederung in Gemeinden (kommuner). 
Größte Ortschaften:
- Umeå (83.249 Einwohner)
- Skellefteå (35.516 Einwohner)
- Lycksele (8.545 Einwohner)
- Holmsund (5.962 Einwohner)
- Vännäs (4.373 Einwohner)

(Stand: 31. Dezember 2015)